# Minneapolis Armory
 (décembre 2023).
Si vous disposez d'ouvrages ou d'articles de référence ou si vous connaissez des sites web de qualité traitant du thème abordé ici, merci de compléter l'article en donnant les références utiles à sa vérifiabilité et en les liant à la section « Notes et références ».
Le Minneapolis Armory est situé à Minneapolis dans le Minnesota. Il est construit pour la Garde Nationale du Minnesota pour être leur armurerie. Il est inscrit au Registre national des lieux historiques depuis 1985.

## Histoire
Le Minneapolis Armory accueille différents événements : des concerts, des conventions politiques et des événements sportifs. Il a été la salle des Minneapolis Lakers durant la saison 1959-1960 avant leur déménagement à Los Angeles. La Garde Nationale a cessé d'utiliser le lieu en 1980.
Hennepin County a acheté le bâtiment en 1989 pour 4,7 millions de dollars, avec comme objectif de construire une prison. La Minnesota Historical Society s'est interposée afin d'empêcher sa destruction et, en 1993, la Cour suprême du Minnesota juge que la structure est protégée par la loi de l'État et ne peut pas être détruite en raison de son statut de monument historique. En 1998, le comté vend le bâtiment pour 2,6 millions de dollars à une compagnie privée pour l'utiliser en tant que parking à condition que la structure soit préservée. 
Le chanteur Prince, natif de Minneapolis, a tourné le clip du titre "1999" en 1982. Aerosmith y a également enregistré le clip de leur chanson "I Don't Want to Miss a Thing".